# Delphinium sutchuenense
Delphinium sutchuenense är en ranunkelväxtart som beskrevs av Adrien René Franchet. Delphinium sutchuenense ingår i släktet storriddarsporrar, och familjen ranunkelväxter. Inga underarter finns listade i Catalogue of Life.